# Petra Zieger

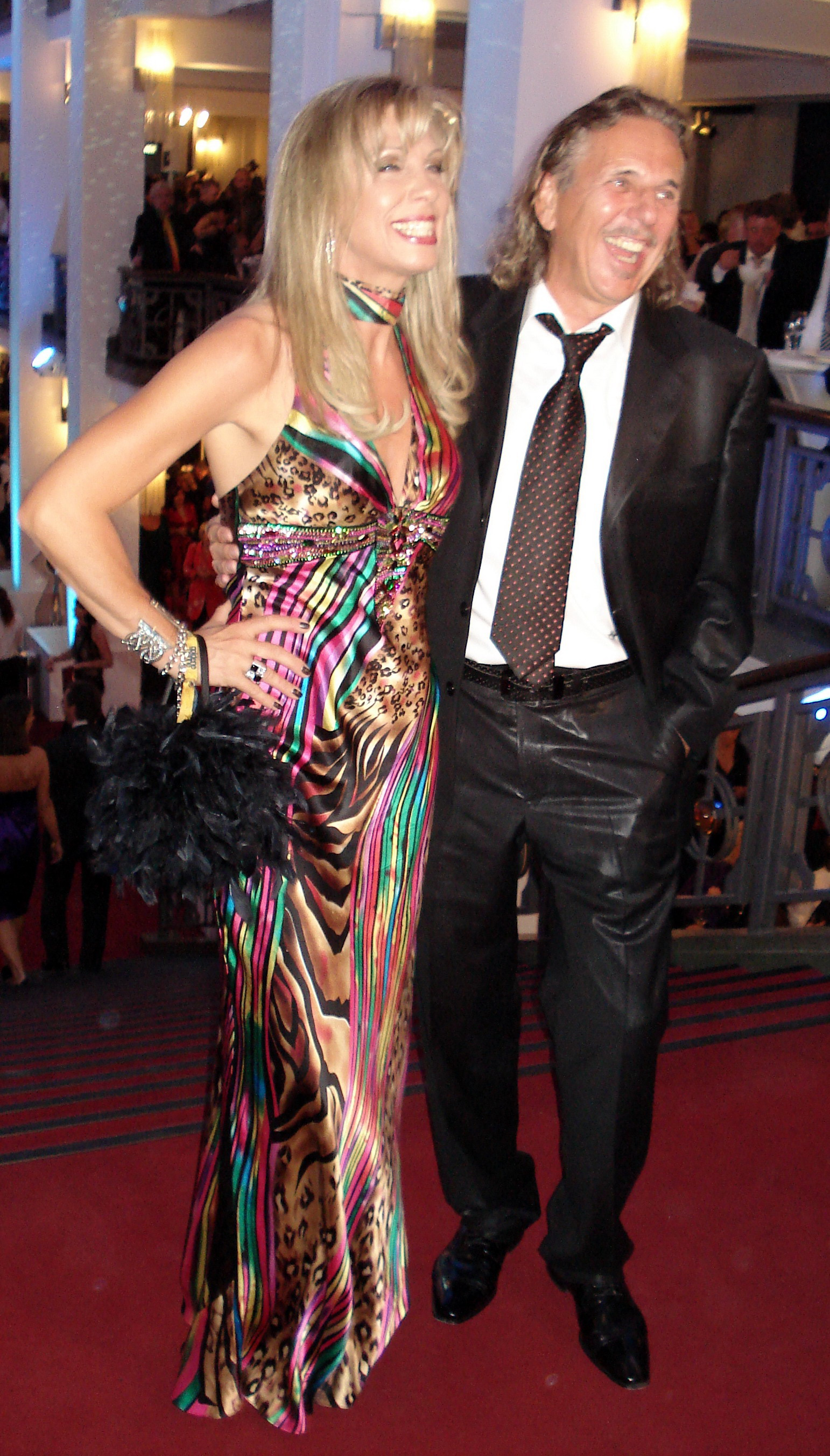
Petra Zieger mit Partner Peter Taudte bei der Verleihung der Goldenen Henne 2009

Petra Zieger (* 25. März 1959 in Erfurt) ist eine deutsche Rocksängerin.

## Leben
Nach einer Lehre als Damenmaßschneiderin besuchte Zieger die Bezirksmusikschule in Erfurt und studierte danach Gesang an der Hochschule für Musik „Franz Liszt“ in Weimar. Ab 1976 trat sie als Solistin mit dem Erfurter Tanzorchester auf und sang in einer Erfurter Bigband. Dort lernte Petra Zieger im Jahr 1979 ihren heutigen Ehemann Peter Taudte kennen, der Schlagzeuger in der Band war.
Als Taudte im Jahr 1980 Schlagzeuger der Rockband „Phonoclecs“ wurde, bestand er darauf, dass Zieger als Sängerin engagiert wurde. Das war der Start der bis heute anhaltenden Karriere von Zieger. Ihren ersten Fernsehauftritt hatte sie mit einem Covertitel von Kim Wilde, Chequered Love. 1981 gewann Zieger einen Preis beim Schlagerfestival Goldener Rathausmann in Dresden und landete mit Schmusen auf dem Flur ihren ersten Hit.
Zwei Jahre später holte Burkhard Lasch die beiden nach Ost-Berlin und gründete mit ihnen die Band „Petra Zieger & Smokings“. Am 7. Oktober 1982 hatten Petra Zieger & Smokings ihren ersten Fernsehauftritt in der Jugendsendung rund. 1983 folgte die erste DDR-Tour mit den Smokings. Im gleichen Jahr gewann sie den „Silbernen Bong“. Das erste Album Traumzeit erschien 1984. Nicht nur der Titelsong wurde ein Hit, sondern auch Superfrau und vor allem Der Himmel schweigt, der ihr den Sieg bei der „Goldenen Lyra“ in Bratislava einbrachte. Weitere Preise folgten. 1985 verließ sie die Smokings, die ihre Karriere daraufhin als Smokings Rockshow fortsetzten. Zieger tritt seither als „Petra Zieger & Band“ auf.
Petra Zieger singt in deutscher Sprache. Sie kreierte Mitte der 1980er-Jahre in der DDR ihre Rockmusik mit neuen Showelementen und festigte damit ihren Stil als „Rocklady“. Schon im Anfangserfolg Schmusen auf dem Flur (1982) wurden New-Wave-Elemente verwendet. Den eingängigen Rockstil festigte sie spätestens seit der 1986 erschienenen LP Katzen bei Nacht. Seit Anfang der 1990er-Jahre komponiert Peter Taudte die Titel von Petra Zieger. Die Texte werden von mehreren Autoren wie beispielsweise von Michael Sellin geschrieben.
Einen der größten Erfolge feierte sie 1989/1990 mit dem Lied Das Eis taut, das Bezug auf die deutsche Wiedervereinigung nimmt. Das Musikvideo wurde auf dem Brandenburger Tor und an der Berliner Mauer gedreht. Es folgte eine Einladung in die USA, wo sie vor 500.000 Zuschauern in Philadelphia sang.
Nach der Wende konnte Petra Zieger an ihre Erfolge anknüpfen und tourt seither regelmäßig durch Deutschland. Zieger hatte Plattenverträge mit BMG/Ariola und Polydor sowie Auftritte im Fernsehen, Radio und Internet.
2006 gründeten Zieger und Taudte das Plattenlabel „P2P music“ mit Sitz in Berlin. Im eigenen Studio wurde das bisher erfolgreichste Album Nimm mich produziert. Dabei wurde der rockige Musikstil Petra Ziegers durch Balladen und Chansons ergänzt. 2007 erfolgte die Auskopplung der Ballade Ich vermiss Dich. Daraufhin wurde Zieger von Jose Carreras zur Teilnahme an seiner ARD-Spendengala in Leipzig eingeladen. 2008 startete „25 Jahre Petra Zieger & Band – live on tour“. Im selben Jahr wurde Zieger zur Gala der Preisverleihung Goldene Henne 2008 im Berliner Friedrichstadtpalast eingeladen, wo sie im Showteil einen Titel sang. 2009 wurde die Tour „Petra Zieger & Band – LIVE!“ fortgesetzt.
Die Tour „Petra Zieger & Band – 2010“ lief bis zum 20. November 2010. Höhepunkte waren die Open-Air-Auftritte anlässlich „20 Jahre Super Illu“ in Leipzig und „11. Traumzeit“ in Erfurt. Traditionell eröffnen Petra Zieger & Band mit ihrem Hit Traumzeit Thüringens größte Party, die jährlich rund 11.000 Besucher anzieht. Anschließend begannen die alljährlichen Weihnachtskonzerte. 2011 startete Zieger ihre Tour 2011 mit Petra Zieger in concert. Zusätzlich wurde im August 2011 das Open-Air-Konzert Gigantische Hits mit Michelle und Matthias Reim eingebaut. Die Tour 2012/2013 hieß 30 Jahre Petra Zieger & Band. Nach der Live-Tournee 2014 waren Petra Zieger & Band 2015 mit der Tour Open Air in Deutschland unterwegs.

### Politisches Engagement
Seit 2008 trat Petra Zieger mehrfach bei Wahlveranstaltungen der CDU für Angela Merkel auf. Bei der Bundespräsidentenwahl in der 14. Bundesversammlung am 30. Juni 2010 in Berlin war sie Wahlfrau für die CDU. Zieger unterstützte Bundeskanzlerin Angela Merkel bei der Bundestagswahl 2013.

### Privates
Petra Zieger ist die Tochter des Radrennfahrers Bruno Zieger. Sie lebt in Berlin und ist seit April 2014 mit ihrem Manager und Bandleader Peter Taudte verheiratet.

## Besetzung der Band
2013 spielten Peter Taudte (Schlagzeug), Thomas Tomy Stappenbeck (Bassgitarre), Eghard Egge Schumann (Keyboards) und Björn-O. Poeck (Gitarre, Gesang) in Petra Ziegers Band.

## Diskografie

### Alben
- 1984: Petra Zieger & Smokings: Traumzeit (Amiga)
- 1987: Katzen bei Nacht (Amiga)
- 1989: Das Eis taut (Amiga)
- 1991: Das Eis taut – My Heart Beats (Stop Records/Ariola)
- 1992: Lust (Polydor)
- 1992: Wolkenkinder (Best-of-Album)
- 1994: Alles Drin
- 1997: Küss mich
- 1997: Unverwüstlich
- 1998: Petra Zieger – Best (Best-of-Album, BMG)
- 2002: Mit mir
- 2003: Die größten Hits
- 2004: Das Eis taut – Die größten Hits (Doppelalbum mit DVD Das Eis taut)
- 2007: Nimm mich (P2P music)
- 2008: Petra Zieger & Band – 25 Jahre on tour (Doppelalbum, Sony/BMG)[8]
- 2013: Glück: Das Beste aus 30 Jahren (Sony Music)

### Singles
- 1990: Das Eis taut inkl. Club Edit Mix
- 1992: Kußgenie
- 1992: Lust
- 1994: Alles drin
- 1994: Es ist nie zu spät
- 1994: Warum
- 1994: Kinder der Welt
- 1997: Küss mich
- 2000: Lass mich Deine Geisel sein
- 2001: Nimm es wie ein Mann / Spätes Glück (ZETT Records)
- 2002: Sommer
- 2006: Berührung
- 2006: Zuversicht / Alles geht im Kreis
- 2007: Ich vermiss Dich (P2P music)
- 2009: Wie beim ersten Mal (P2P music)

### Mitwirkung auf Kompilationen
- 1982: Schmusen auf dem Flur auf Linie 6 (Amiga)
- 1982: Some Broken Hearts (Amiga)
- 1983: Du kommst nicht in mein Bett auf Heiße Würstchen (Amiga)
- 1983: Kleeblatt Nr. 9 (Amiga)
- 1983: Rock and Roll am FKK  auf Die großen Erfolge ’83 (Amiga)
- 1984: Rock ’n’ Roll Show auf Atemlos Disco Non Stop
- 1984: Die großen Erfolge ’84 (Amiga)
- 1985: Rock für den Frieden (EP, Amiga)
- 1985: Superfrau auf Schniegli normali-Disco Non Stop (Amiga)
- 1985: Die großen Erfolge ’85
- 1986: Feuerwerk – Pop aktuell (Amiga)
- 1986: Rock, Pop & Schlager 1981/85 (Amiga)
- 1987: Kupplerin Liebe auf Die großen Erfolge ’87 (Amiga)
- 1991: Die schönsten Rockballaden 6 (DSB)
- 1991: Fünf Minuten bleiben uns auf Die schönsten Rockballaden 3
- 1991: Vermisst auf Federleicht (Zyx)
- 1995: Katzen bei Nacht auf The Best of DDR 2 (BMG)
- 1995: Augenblicke (BMG)
- 1996: Die schönsten Rockballaden IV
- 1999: Die besten Ost Schlager 2 (BMG)
- 2001: Ost Rock – Das Beste 3 (BMG)
- 2001: Über Mut auf Ost Rock Das Beste 1 (BMG)
- 2002: Überholen ohne Einzuholen (BMG/Amiga)
- 2002: MEGA XXL DDR (Media Markt)
- 2003: Hey Mr. President – no bomb (BMG)
- 2003: Good Bye DDR (BMG)
- 2003: DT-64 Story Vol.6
- 2003: Starke Frauen (BMG)
- 2003: Sommer auf Notenbude Vol.1
- 2003: DT-64 Story Vol.4 (BMG)
- 2003: Ostalgie Balladen (Zyx)
- 2003: Wolkenkinder auf DT-64 Story Vol.8 (BMG)
- 2004: Notenbude Vol.3 (Sony)
- 2005: Die schönsten Rockballaden (Choice of Music)
- 2006: Stimmen der DDR, Media Markt
- 2007: Beste aus der DDR (Puhdys) – CD 2 (Hansa/Amiga)
- 2008: Weltbild-Edition Petra Zieger & Band, Der Himmel schweigt
- 2009: Undercover-Hits auf Nur geträumt
- 2009: Und wir gingen auf uns zu auf Der Himmel schweigt
- 2009: Hits aus 60 Jahre DDR auf Traumzeit
- 2009: Wendelieder, SUPER ILLU, Das Eis taut